# 奥六郡
奥六郡（おくろくぐん）は、律令制下に陸奥国中部（東北地方太平洋側、後の陸中国）に置かれた胆沢郡、江刺郡、和賀郡、紫波郡、稗貫郡、岩手郡の六郡の総称。
現在の岩手県奥州市から盛岡市にかけての地域に当たる。

## 解説
陸奥国は大和朝廷の勢力圏の北端に位置していた為、時代によりその範囲は大幅に異なる（詳細は陸奥国を参照）。奈良時代の終わりまで、大和朝廷が実効支配していたのはほぼ現在の福島県、宮城県の範囲であったが、坂上田村麻呂を指揮官とする朝廷軍の侵攻により、9世紀初頭には大和朝廷の勢力は現在の岩手県に到達し、802年（延暦21年）に鎮守府が胆沢城に移される。
胆沢城を造営した田村麻呂は、803年（延暦22年）に、北上川と雫石川の合流付近に志波城を造営する。811年（弘仁2年）和我・稗縫・斯波の「志波三郡」が成立、「胆沢三郡（胆沢・江刺・磐井）」とともに「律令期の六郡」が成立する。812年（弘仁3年）に徳丹城が築かれ政治的機能が移り、志波三郡以北の統帥権も「鎮守府領六郡」として集約さる。10世紀、斯波郡の領域が北遷拡大し、岩手郡が斯波郡から分離独立した。一方、磐井郡は国府多賀城領に編入され、岩手・志和・稗抜・和賀・江刺・伊沢の「奥六郡」が成立した。
11世紀には奥州安倍氏が大和朝廷から「六箇郡の司」と呼ばれる地位を与えられて、この地域に大勢力を築く。しかし安倍氏は河内源氏の源頼義、出羽清原氏との抗争（前九年の役）の後に滅亡し、奥六郡は出羽清原氏に継承される。ところがその20年後、今度は出羽清原氏に内紛が発生し、これに源義家が介入して後三年の役と呼ばれる戦乱が発生。最終的に奥六郡は安倍氏の惣領であった安倍頼時の孫で、藤原北家魚名流である藤原清衡が支配するところとなった。
清衡に始まる奥州藤原氏は、12世紀末に源頼朝と戦って（奥州合戦）滅亡する。
南北朝時代には、源義家の後裔に当たる足利氏が紫波郡（かつては「斯波郡」）に進出、「斯波氏」を名乗りその流れは室町幕府三管領筆頭となった。

## 現在の奥六郡
現在では、岩手県を南北に流れる北上川沿いの北上盆地の内、南の端の旧磐井郡を除く地域にあたり、稀に「北上平野」とも呼ばれる。
現在、北上盆地の南の端には、北上平野と低い山地で分けられる西磐井郡（平泉町や一関市中心部がある小盆地。北上川沿いに奥六郡と繋る）と、北上盆地から外れる東磐井郡があるが、これらは明治時代初期に旧・磐井郡を分割したもの。奥州藤原氏の本拠地・平泉は、在地勢力の本拠である奥六郡と、陸奥国府多賀城を背景に朝廷勢力の強い仙台平野とのつなぎ目にあたる軍事的な要衝の小盆地「西磐井郡」にあった。そのため、「奥六郡」という場合に、漠然とこの西磐井郡も含めることがある。